# Camille Moute à Bidias
Camille Moute à Bidias, né le 18 juillet 1949 à Bafia, est un homme politique camerounais. Il est le directeur général du Fonds national de l'emploi du Cameroun.

## Biographie

### Carrière
Camille Moute à Bidias commence sa carrière en 1970. Il occupe plusieurs postes de responsabilités au sein de la Société nationale d'investissement jusqu'à sa nomination comme directeur général du Fonds national de l'emploi le 5 juillet 1991.
Il est par ailleurs président d'honneur de l'Association mondiale des services publics d'emploi (AMSEP). Il a été président de l'AMSEP de 1998 à 2009.
Il est le directeur général du Fonds national de l'emploi,, du Cameroun.

## Militantisme

### Politique
Camille Moute à Bidias est militant du Rassemblement démocratique du peuple camerounais (RDPC).Il a été personne ressource du RDPC dans le Mbam et Inoubou entre 1998 et 2001. Il est actuellement membre titulaire du comité central du RDPC, comme personnalité désigné par le président de la république.

### Vie socio-culturelle

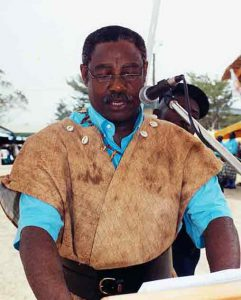
Camille Moutè à Bidias, en train de présenter le discours inaugural du festival Mbam'Art en 2004

Il est le cofondateur de l'association Mbam'Art & Developpement dont il est le président exécutif.

## Ouvrages
Il a écrit plusieurs ouvrages sur la problématique de l'emploi et du chômage, mais aussi de la vulgarisation de la culture mbamoise. C'est le cas avec son livre intitulé Le mariage traditionnel chez les Bëkpäk (Bafia) édité par la SOPECAM en 2015. Dans cet ouvrage il décrit les différentes formes de mariage qui existe dans le peuple Bafia et la procédure ainsi que les étapes à respecter pour le mariage.
Cependant son livre le plus populaire, pour avoir suscité de nombreuses critiques et controverses, est sans doute celui lié à la problématique de l'emploi en Afrique subsaharienne : L'emploi en Afrique au Sud du Sahara. Que faire ? sorti le 3 août 2009 et édité par Ifrikiya. Selon Bruno Bekolo Ebe et par ailleurs ancien recteur de l'université de Douala, l'ouvrage est un plaidoyer vigoureux et lucide sur la question de l'emploi. En temps qu'économiste, il apprécie le diagnostic posé par l'auteur et surtout les solutions préconisées. Il souhaite que l'ouvrage modifie la perception que les décideurs ont de l'emploi et de la croissance. D'où selon lui la nécessité d'inverser le paradigme entre ces deux concepts avec l'idée que c'est du taux de chômage le plus bas que se définit le taux de croissance. En quelques mots, les Etats doivent en priorité relancer non pas des taux de croissance elevé avec du chômage mais plutôt le plein emploi avec le taux correspondant de croissance.
Le livre a surtout été bien accueilli dans la communauté internationale, estudiantine, les chefs d'entreprises et des membres des organisations syndicales. Peut-être à cause de sa prise de position contre le fait que la croissance économique entraîne automatiquement l'augmentation des emplois, et l'éradication du chômage. Camille Moute à Bidias, pense que : sans des politiques de développement orientées ou recentrées sur la création du maximum d'emplois, et une juste répartition des revenus, la croissance mécanique n'assure pas l'objectif du plein emploi et du bien-être. Il ajoute : Un pays avec une croissance faible mais un taux de chômage bas valant mieux qu'un pays avec une croissance très forte et un chômage élevé. Cela passe par une révolution des politiques budgétaires, plus d'importance accordée aux investissements, la promotion d'activités créatrice de valeurs ajoutées sous la responsabilité du secteur privé.

## Vie privée

### Famille
Camille Moute à Bidias est marié et père de dix enfants. Il est le père de Luc Mbah a Moute, basketteur professionnel évoluant aux Etats-unis.

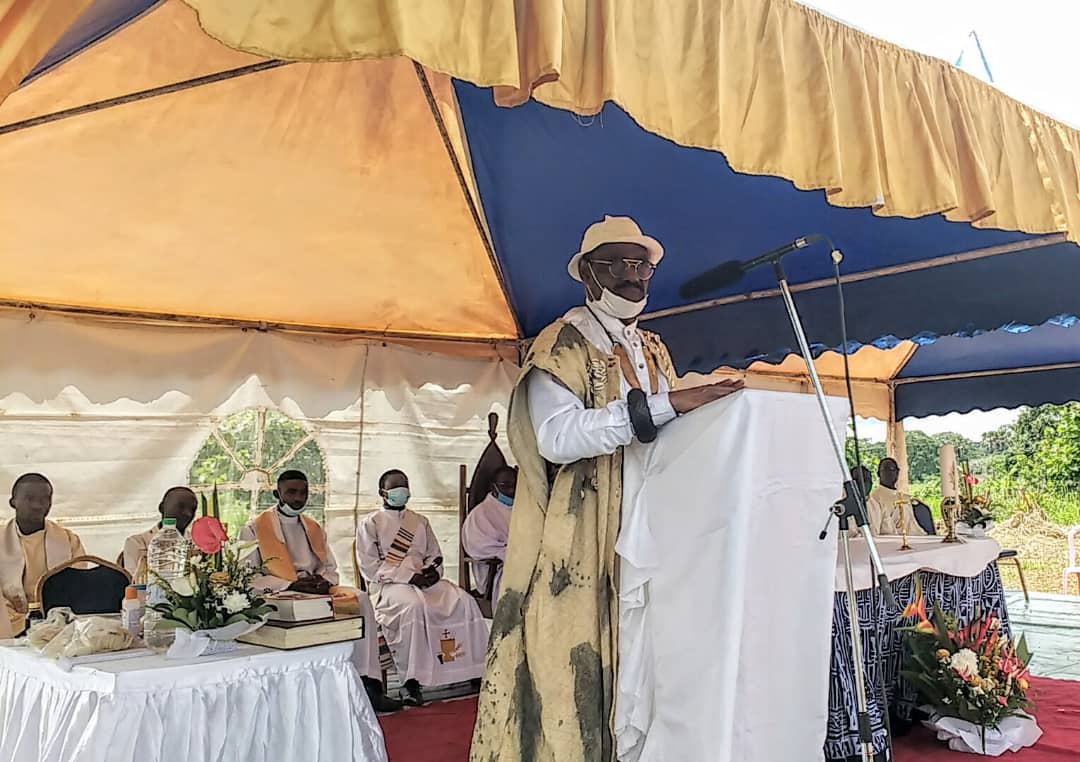
Camille Moute à Bidias arborant la tenue des chefs traditionnels et patriarches Mbamois